# Raúl Damonte Botana

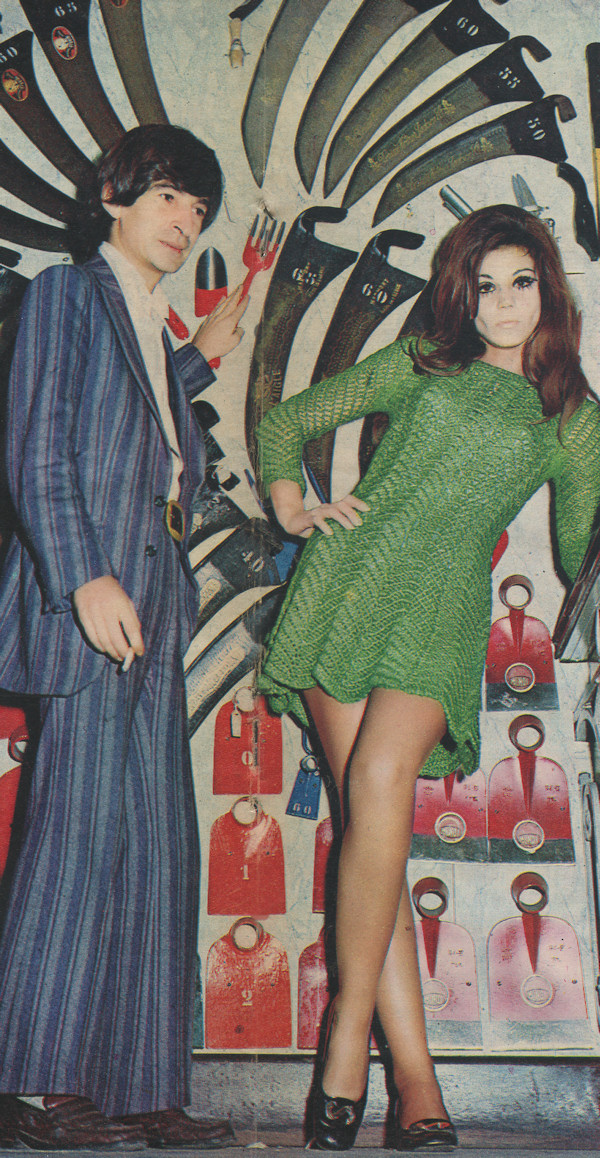
Raúl Damonte Botana en Susana Giménez in 1969

Raúl Damonte Botana (Buenos Aires, 20 november 1939 - Parijs, 14 december 1987), bekend onze zijn pseudoniem Copi, was een Argentijnse stripauteur, schrijver en dramaturg. Hij schreef in het Frans.
De familie van Copi ontvluchtte in de jaren 1960 Argentinië om politieke redenen. In Frankrijk ging Copi eerst aan de slag als cartoonist voor de dagelijkse pers.  Later verschenen zijn strips in bladen als Hara-Kiri en Charlie Mensuel. Zijn personages hebben het moeilijk met het leven en het absurde van het bestaan. Hij was geen politiek cartoonist maar eerder een scherp observator van het menselijk gedrag. Zijn  tekeningen waren erg eenvoudig en schematisch. Hij was een voorbeeld voor verschillende Franse tekenaars zoals Reiser, Bretécher en Wolinski. Copi tekende ook strips voor het weekblad voor de Franse homogemeenschap Gai Pied. Copi was openlijk homoseksueel en een voorvechter van de homobeweging. Deze strips werden gebundeld in het album Le monde fantastique des gays (et de leurs mamans) dat verscheen bij uitgeverij Glénat. In het Nederlands verschenen van hem de stripalbums Ouwe hoeren, Meisjes hebben geen banaan en Er zijn leukere dingen dan sex.
Daarnaast schreef Copi ook romans en toneelstukken.
- Bibsys: 90741917
- Biblioteca Nacional de España: XX833078
- Bibliothèque nationale de France: cb11897606z (data)
- Catàleg d'autoritats de noms i títols de Catalunya: 981058589251906706
- Gemeinsame Normdatei: 110623398
- International Standard Name Identifier: 0000 0001 2096 2387
- Library of Congress Control Number: n50023556
- Nationale Bibliotheek van Tsjechië: xx0236911
- Nationale Bibliotheek van Israël: 987007592208605171
- Nederlandse Thesaurus van Auteursnamen: 068905904
- Réseau des bibliothèques de Suisse occidentale: 02-A000044051
- Istituto Centrale per il Catalogo Unico: CFIV080182
- Système universitaire de documentation: 02679831X
- Virtual International Authority File: 61544122